# TAR DNA結合タンパク質43
TAR DNA結合タンパク質43(TDP-43, 43kDaのトランス活性化応答DNA結合タンパク質)は、ヒトではTARDBP遺伝子によってコードされるタンパク質である。

## 構造
TDP-43は414のアミノ酸残基を持ち、4つのタンパク質ドメインからなる:
- (1-76残基) 二量体またはオリゴマーとなることが示されているN末端ドメイン(NTD)[6][7]
- 高度に保存された、それぞれ標的RNAとDNAを結びつけるのに必要な、2つの折りたたまれたRNA認識モチーフ[8]
  - RRM1: 106-176残基
  - RRM2: 191-259残基)
- 274-414残基を含む、構造化されていないC末端ドメイン。グリシンに富んだ領域を持つ。タンパク質間の相互作用に関連し、家族性筋萎縮性側索硬化症に関わるほとんどの変異がここで起きる[9]。

最近、大きな可溶化タグがないタンパク質全体が精製された。全長タンパク質は二量体である。この二量体は2つのNTDの自己相互作用により形作られる。二量体化にとどまらず、多量体化(オリゴマー化)することもある。
タンパク質配列には、核局在化シグナル(NLS, 82-98残基)、核外搬出シグナル(NES, 239-250残基)も含まれている。また、3つのカスパーゼ-3切断部位が推定されている(残基13, 89, 219)。

## 機能
TDP-43は染色体に組み込まれたTAR DNAに結合する転写抑制因子であり、HIV-1の転写を抑制する。また、CFTR遺伝子の選択的スプライシングを抑制する。特に、TDP-43はCFTR遺伝子のイントロン8/エクソン9接合部と、ApoA-II遺伝子のイントロン2/エクソン3接合部に結合するスプライシング因子である。相似する偽遺伝子が20番染色体 (ヒト)に存在する。
TDP-43はDNAとRNAを結びつけ、転写抑制、Pre-mRNA スプライシング、翻訳調節において複数の機能を持つ。最近の研究で、トランスクリプトーム全体での結合部位の特徴が明らかになり、神経細胞において数千のRNAがTDP-43により結合されていることが分かった。
TDP-43はもともと、HIV-1の転写を抑制する、染色体に組み込まれた転写活性化応答エレメント (TAR) DNAに結合する転写抑制因子として同定された。
脊髄運動神経において、TDP-43はヒトで低分子量ニューロフィラメント (hNFL) mRNA結合タンパク質であることが解明されている。海馬ニューロンの樹状突起で神経活動応答因子として働き、mRNAの安定性、輸送、局所翻訳に関わっている可能性についても示されている。
最近、亜鉛イオンが細胞内のTDP-43の凝集を引き起こすことがあることが示された。さらに、亜鉛がTDP-43のRNA結合ドメインに結合し、アミロイドのような凝集体を作ることがあることがin vitroで示された。

### DNA修復
TDP-43タンパク質は、非相同末端結合 (NHEJ) 酵素経路の鍵となる要素であり、多能性幹細胞から分化した運動神経のDNA二本鎖切断 (DSBs)を修復する。TDP-43は迅速に切断部位に集まり、XRCC4DNAリガーゼを集めるための足場として働く。TDP-43が枯渇したヒト多能性幹細胞分化運動神経では、ALS患者の脊髄検体において時々見られるのと同様に、有意なDSBの累積とNHEJレベルの低下がみられた。

## 臨床的意義
過剰にリン酸化され、ユビキチン化され、割れた形状のTDP-43―病的TDP-43としても知られる―はユビキチン陽性、タウ陰性、Α-シヌクレイン陰性前頭側頭型認知症 (FTLD-TDP, 過去にFTLD-Uと呼ばれていた) と、筋萎縮性側索硬化症の病原タンパク質である。TDP-43の増加は慢性外傷性脳症と診断された患者でも確認されている。複数回の脳震盪や頭部外傷を経験したアスリートは、脳症と運動神経病(ALS)のリスクが上昇する。TDP-43の異常は、アルツハイマー病患者の一部でも確認され、臨床的指標と神経病理学的指標に相関する。ミスフォールドしたTDP-43は、85歳以上の辺縁系優位型加齢性TDP-43脳症患者でも見られる。最近、神経変性疾患を引き起こすTDP-43包含タイプを、過剰リン酸化されたエピトープに頼らず特定するため、2G11と2H1という2つのモノクローナル抗体が開発された。これらの抗体はRRM2ドメイン(アミノ酸残基198-216)に存在するエピトープを認識する。
後天性免疫不全症候群の原因であるHIV-1は複製過程で、染色体に組み込まれたDNAを生産するRNAゲノムを含む。トランス活性化因子「Tat」によるHIV-1遺伝子発現の活性化は、転写開始点の "下流" (時間的に後のほうで転写される) に位置するRNA調節エレメント(TAR)に依存する。
TARDBP遺伝子の変異は、前頭側頭葉変性症と筋萎縮性側索硬化症(ALS)を含む神経変性疾患に関連している。特に、M337V変異とQ331K変異はALSにおける役割を研究されている。
細胞質のTDP-43病理学は、多系統蛋白質症における組織病理学上の支配的な特徴である。C終端領域の凝集を促進するN終端ドメインは、負電荷を帯びた2つのループを持つ新しい構造を持つ。一部のALS患者で、TDP-43がどのようにして病気を引き起こすか調査した最近の研究では、細胞ストレスがin vivoの脊髄運動神経で、TDP-43の細胞質での誤配置を引き起こすトリガーとなる場合があることを示している。